# 金五台子镇
金五台子镇，是中华人民共和国辽宁省沈阳市新民市下辖的一个乡镇级行政单位。

## 行政区划
金五台子镇下辖以下地区：
金五台子村、三台子村、四台子村、六台子村、梁三家子村、小根菜岗子村、鲫鱼泡村、鲇鱼泡村、鄢家窝堡村、徐家窝堡村、皂角树村和杏树坨子村。